# Macrocera ngaireae
Macrocera ngaireae är en tvåvingeart som beskrevs av Edwards 1927. Macrocera ngaireae ingår i släktet Macrocera och familjen platthornsmyggor. Inga underarter finns listade i Catalogue of Life.